# Symphonie en ré majeur de Wranitzky
La Symphonie en ré majeur, P.17, est une symphonie du compositeur autrichien Paul Wranitzky.

## Contexte et création
La Symphonie en ré majeur a été écrite pour le grand-duc Ferdinand III de Toscane alors en exil à Vienne pendant les campagnes napoléoniennes.

## Structure
L'œuvre se compose de quatre mouvements :
1. Adagio - Allegro vivace
2. Andante
3. Menuetto ; Allegro - Trio
4. Rondo : Allegro molto

## Analyse

### Adagio - Allegro vivace
La symphonie s'ouvre sur un Adagio avec une introduction lente, où de majestueux rythmes pointés encadrent l'écriture lyrique des bois. Cette introduction mène à l'Allegro vivace, de forme sonate, où Paul Wranitzky utilise habilement les éléments musicaux les plus simples - une triade arpégée, une gamme ascendante et un arpège descendant - avant de combiner et de développer ces motifs avec beaucoup d'efficacité.

### Andante
Le deuxième mouvement, qui comporte une série de variations sur un Andante poignant au rythme sicilien, est ouvert tranquillement par les cordes et une flûte solo. De façon inattendue, l'humeur sombre est dissipée à deux reprises par des fanfares martiales jubilatoires, avant que le mouvement ne s'installe paisiblement dans le majeur.

### Menuetto: Allegro - Trio
Le Menuetto qui suit présente un jeu rythmique, décalant parfois les rythmes pointés pour créer un effet de trébuchement. La section Trio oppose les vents forte aux cordes du piano, offrant un changement de texture distinct.

### Rondo: Allegro molto
Commençant par un arpège ascendant, le Rondo final inverse l'un des principaux motifs du premier mouvement. Ce mouvement lumineux et plein d'entrain conclut la symphonie de manière enthousiasmante.